# Clemens Kauffmann
Clemens Kauffmann (* 3. August 1961 in Bonn; † 9. April 2020 in Regensburg) war ein deutscher Politikwissenschaftler. Von 2003 bis 2020 war er ordentlicher Professor für Politische Philosophie und Ideengeschichte an der Friedrich-Alexander-Universität Erlangen-Nürnberg.

## Leben
Kauffmann war Sohn des Kunsthistorikers Georg Kauffmann und Enkel von Hans Kauffmann. In den Jahren von 1981 bis 1991 studierte er Philosophie, Klassische Archäologie und Geschichte an der Albert-Ludwigs-Universität Freiburg, der Westfälischen Wilhelms-Universität Münster und der Ludwig-Maximilians-Universität München. 1988 erwarb Clemens Kauffmann den Grad eines Magister Artium im Fach Philosophie am Institut für Philosophie der LMU.
1991 erfolgte die Promotion zum Dr. phil. Von 1991 bis 1998 war er daraufhin als Wissenschaftlicher Mitarbeiter und Wissenschaftlicher Assistent am Institut für Politikwissenschaft der Universität Regensburg tätig. Im Jahr 1998 habilitierte er dort für das Fachgebiet Politikwissenschaft und lehrte danach bis 2003 als Wissenschaftlicher Oberassistent in Regensburg.
Daneben vertrat er von 1999 bis 2001 den Lehrstuhl für Politische Philosophie und Ideengeschichte der Universität Regensburg. Nach der Vertretung des Lehrstuhls für Politische Wissenschaft II (Politische Philosophie und Ideengeschichte) am Institut für Politische Wissenschaft der Friedrich-Alexander-Universität Erlangen-Nürnberg im Jahre 2003 übernahm er im Oktober jenes Jahres den Lehrstuhl. Er lehrte von 2003 bis 2020 als Ordinarius für Politische Wissenschaft (Lehrstuhl für Politische Wissenschaft II / Politische Philosophie und Ideengeschichte, Konkordatslehrstuhl) in Erlangen.
Clemens Kauffmann war verheiratet und hat eine Tochter und zwei Söhne. Er starb nach schwerer Krankheit im Frühjahr 2020 im Alter von 58 Jahren.

## Arbeitsgebiete

### Schwerpunkte
Kauffmann beschäftigte sich in Forschung und Lehre mit diversen Themen der Politischen Philosophie und Ideengeschichte, besonders jedoch mit der Theorie des Liberalismus, der Politischen Philosophie der Antike, sowie politischen und philosophischen Aspekten der modernen Biotechnologie. Ferner hat sich Kauffmann intensiv mit Denken und Werk des deutsch-amerikanischen Philosophen Leo Strauss auseinandergesetzt. In den letzten Jahren seiner Tätigkeit als Hochschullehrer galt sein besonderes Augenmerk der Ablösung der Vernunft durch das Motiv des Kampfes im politischen Denken des 20. Jahrhunderts.

### Funktionen
Von 2007 bis 2015 war Clemens Kauffmann stellvertretender Vorsitzender der Deutschen Gesellschaft zur Erforschung des Politischen Denkens (DGEPD). Von 2015 bis 2019 war er Vorsitzender der Gesellschaft; Ende 2019 wurde Peter Nitschke als sein Nachfolger gewählt. Darüber hinaus fungierte Kauffmann von 2008 bis 2011 als Sprecher des unter seiner Mitwirkung gegründeten Bayerischen Zentrums für Politische Theorie, dessen Vorstand er angehörte. Kauffmann hatte ferner Teil an der wissenschaftlichen Leitung des angeschlossenen Promotionskollegs des Zentrums.
Darüber hinaus leitete Kauffmann eine ideengeschichtliche Forschungsstelle an der FAU, zu welcher das Gerlach-Archiv und die Eric Voegelin-Bibliothek gehören. Von 2011 bis 2015 wurden die Bestände des Gerlach-Archivs unter seiner Leitung, im Rahmen eines durch die Deutsche Forschungsgemeinschaft finanzierten Drittmittelprojekts, vollständig neu erschlossen und katalogisiert. Das Gerlach-Archiv ist seither vollständig in der Kalliope-Datenbank für Autographen und Nachlässe nachgewiesen.
Kauffmann war ferner Mitglied der Deutschen Vereinigung für Politische Wissenschaft sowie Gründungsmitglied der Gesellschaft für antike Philosophie. An der FAU betreute Kauffmann den seit mehreren Jahren durch den DAAD geförderten akademischen Austausch mit dem politikwissenschaftlichen Institut der US-amerikanischen Duke University in Durham (North Carolina). Er war ferner Geschäftsführender Herausgeber des Jahrbuchs Politisches Denken und seit 2015 dessen Redakteur. Er war Vertrauensdozent der Friedrich-Naumann-Stiftung für die Freiheit an der Universität Erlangen-Nürnberg.

## Publikationen (Auswahl)

### Monographien u.a.
- Ontologie und Handlung. Untersuchungen zu Platons Handlungstheorie (= Alber-Reihe Praktische Philosophie. Band 47). Alber, Freiburg/München 1993, ISBN 3-495-47758-6.
- Leo Strauss zur Einführung (= Zur Einführung. Bd. 163) Junius, Hamburg 1997, ISBN 3-88506-963-6.
- Strauss und Rawls. Das philosophische Dilemma der Politik (= Beiträge zur Politikwissenschaft. Band 117) Duncker & Humblot, Berlin 2000, ISBN 3-428-09613-4
- (Hrsg.): Risutora. Japans Weg in die globale Gesellschaft. Universitäts-Verlag Regensburg, Regensburg 2001, ISBN 3-930480-44-1.
- mit Helmut Klumpjan, Matthias Riedl & Hans-Jörg Sigwart (Hrsg.): Politik, Hermeneutik, Humanität. Gesammelte Aufsätze von Jürgen Gebhardt. Zum 70. Geburtstag. Duncker und Humblot, Berlin 2004, ISBN 3-428-11613-5.
- mit Andreas Eckl (Hrsg.): Politischer Platonismus. Königshausen & Neumann, Würzburg 2008, ISBN 978-3-8260-3554-8.
- mit Hans-Jörg Sigwart (Hrsg.): Biopolitik im liberalen Staat (= Schriftenreihe der Sektion Politische Theorien und Ideengeschichte in der Deutschen Vereinigung für Politische Wissenschaft. Bd. 19). Nomos, Baden-Baden 2011, ISBN 978-3-8329-4323-3.

### Jüngste Aufsätze
- Gattungspolitik. Der menschliche Körper als globales öffentliches Gut. In: Clemens Kauffmann, Hans-Jörg Sigwart (Hrsg.): Biopolitik im liberalen Staat. Nomos, Baden-Baden 2011, S. 135–162.
- Die Rationalität des Anarchismus. In: Jahrbuch Politisches Denken 2011, S. 235–252.
- Die Inversion von Politik und Vernunft in der Moderne. In: Julian Nida-Rümelin, Elif Özmen (Hrsg.): „Welt der Gründe“. Proceedings des XXII. Deutschen Kongresses für Philosophie; München; September 2011; Kolloquium 18, Felix Meiner Verlag, Hamburg, S. 871–882.
- Rousseaus politisches Reden. In: Karlfriedrich Herb, Magdalena Scherl (Hrsg.): Rousseaus Zauber: Lesarten der Politischen Philosophie. Königshausen und Neumann, Würzburg 2012, S. 161–175.
- Strauss, Leo. In: Thomas Bedorf, Andreas Gelhard (Hrsg.): Die deutsche Philosophie im 20. Jahrhundert: Ein Autorenhandbuch. Wissenschaftliche Buchgesellschaft, Darmstadt 2013, S. 280–282. 2. Auflage 2015.
- Präsenz, Zeitbewußtsein und implizites Wissen: Drei Funktionsbedingungen demokratischer Politik. In: Christoph Ernst, Heike Paul (Hrsg.): Präsenz und implizites Wissen: Zur Interdependenz zweier Schlüsselbegriffe der Kultur- und Sozialwissenschaften. Transcript Verlag, Bielefeld 2013, S. 277–296.
- Demokratisches Denken gegen eine „halbierte Moderne“: Beobachtungen zu Henning Ottmanns „Geschichte des politischen Denkens“. In: Jahrbuch Politisches Denken 2013. Duncker & Humblot, Berlin 2013, S. 107–128.
- Wohin führt „gute Wissenschaft“? Biotechnologische Entwicklung als Richtungsentscheidung der Demokratie. Zusammen mit Eva Odzuck. In: Manfred Spieker (Hrsg.): Gute Wissenschaft. 2015.
- „Citizen of the Whole“: Leo Strauss on Civic Presence and Political Pluralism. In: Carl Shaw, Kai Marchal (Hrsg.): Carl Schmitt and Leo Strauss in Sinophone World. Routledge, London 2015.